# Ambele
Das Ambele (ISO 639-3: ael) ist eine bantoide West-Momo-Sprache aus der Sprachgruppe der Grasland-Sprachen, die von insgesamt 2.600 Personen in elf Ortschaften in der Kameruner Region Nordwest gesprochen wird.
Es gibt eine gewisse Verständlichkeit zu den Sprachen Atong und Busam.